# Caproni Ca.100

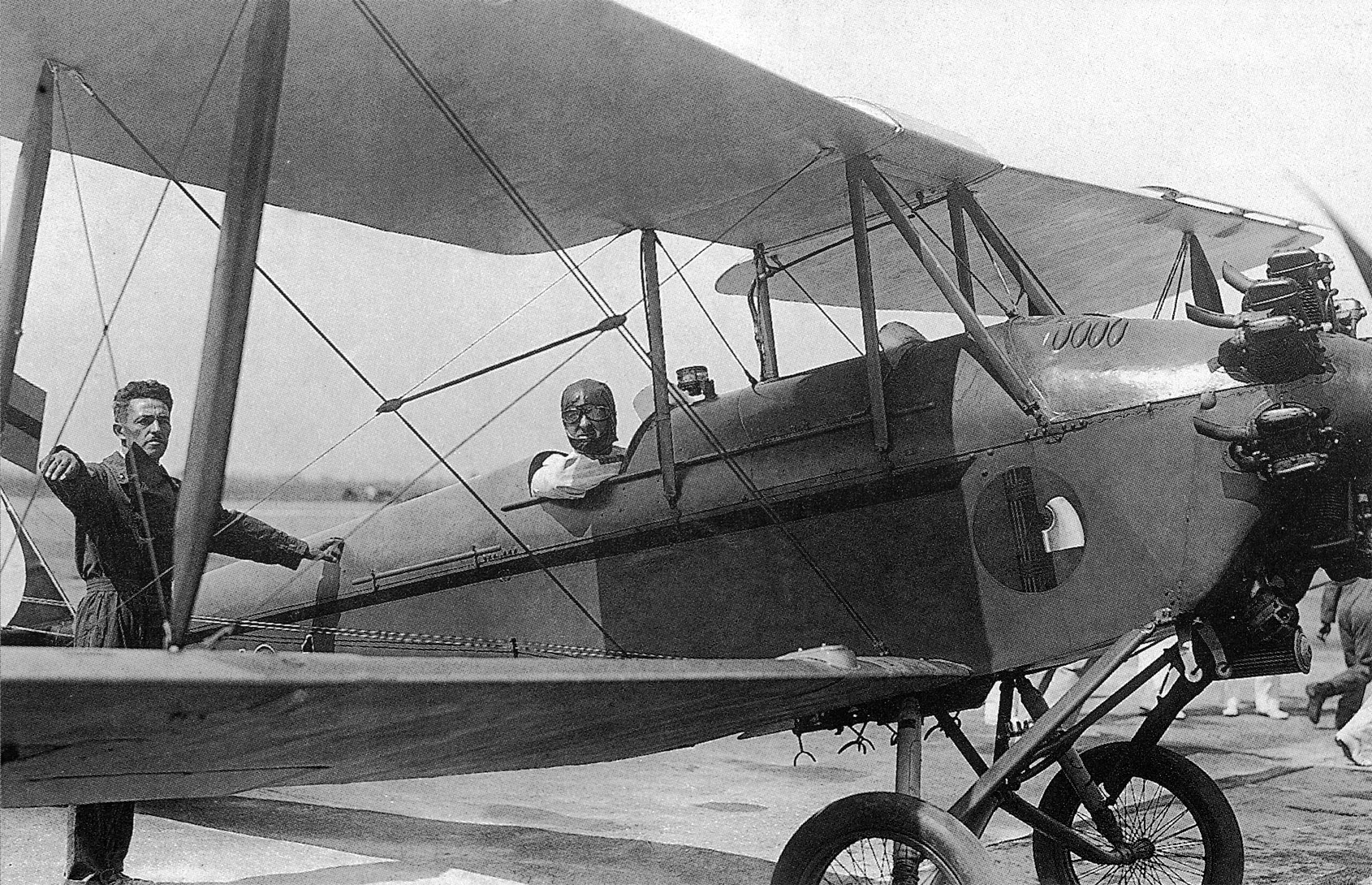
Il generale Valle su un Caproni Ca.100 con motore Walter NZ-85 in visita alla IV Brigata Aerea da bombardamento, Ferrara.

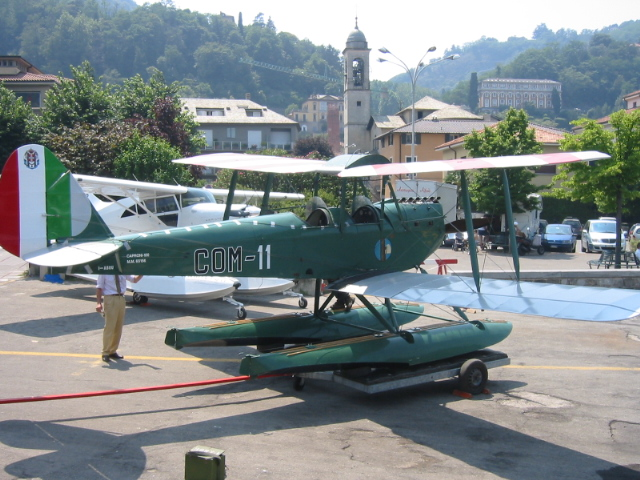
Un Caproni Ca.100 restaurato.

Il Ca.100 idro donato dall'Aero Club Como alla famiglia Caproni e oggi esposto al Museo dell'aeronautica Gianni Caproni di Trento.

Il Caproni Ca.100, soprannominato Caproncino, era un aereo da turismo, usato anche come aereo da addestramento, biplano, in configurazione sesquiplana invertita, monomotore e biposto sviluppato in numerose versioni dall'azienda aeronautica italiana Aeronautica Caproni negli anni trenta e prodotto su licenza anche dalla Cantieri Aeronautici Bergamaschi (CAB), sussidiaria della Caproni, dalla divisione aeronautica della Breda, dall'Aeronautica Macchi, che curò soprattutto la versione idrovolante, e dalla Compagnia Nazionale Aeronautica (CNA).
Il Ca.100, grazie alla facilità di manutenzione ed alle doti di manovrabilità, rimase per molti anni nelle scuole di volo civili e della Regia Aeronautica e ancora impiegato da proprietari sino a oggi.

## Storia del progetto
La concezione del Ca.100 è direttamente conducibile al desiderio di Italo Balbo, allora ministro dell'aviazione, di promuovere la cultura aeronautica di massa con conseguente sviluppo dell'aeronautica da turismo. In quest'ottica nel gennaio 1928 il Ministero dell'aeronautica emise una specifica per la realizzazione di un velivolo leggero da utilizzarsi nel ruolo di addestratore basico per le scuole di volo, ad esempio la Reale Unione Nazionale Aeronautica (RUNA), come aereo da collegamento e da turismo. Al bando di concorso parteciparono la quasi totalità delle aziende di produzione aeronautica del territorio nazionale che presentarono il loro prototipo nelle prove comparative del febbraio 1929. Alla fine furono ben dieci i progetti che vennero ritenuti all'altezza dei requisiti richiesti, sviluppati dalla Ansaldo, poi realizzata dalla Fiat Aviazione, dalla divisione aeronautica della Ernesto Breda, dalla Cantieri Aeronautici Bergamaschi, azienda del gruppo Caproni, dalla divisione aeronautica della Cantieri Riuniti dell'Adriatico, dalla Caproni stessa, dalla Meridionali (IMAM), dall'Aeronautica Macchi, dalla S.A. Piaggio & C. e dalla Piero Magni aviazione.
La Caproni decide di sviluppare non un progetto completamente nuovo ma rielaborare il britannico de Havilland DH.60 Moth del quale l'azienda italiana aveva acquistato la licenza di produzione con il permesso di introdurre qualche modifica. Al progetto della cellula originale venne abbinata una velatura sesquiplana invertita, una caratteristica distintiva già adottata dalla Aeronautica Caproni nel bombardiere Ca.73 progettato da Rodolfo Verduzio, più altre modifiche al disegno dell'impennaggio. Per il resto sia la tecnica costruttiva, con struttura lignea ricoperta dal tela tela verniciata, che l'aspetto generale del nuovo Ca.100, rimase quello del modello da cui derivava, tanto che il "Caproncino", quando tra i numerosi motori a disposizione montava i britannici Cirrus o de Havilland Gipsy, ne era quasi indistinguibile se non per la particolare configurazione alare.
Il prototipo, immatricolato con marche militari MM.110, venne portato in volo per la prima volta negli ultimi mesi del 1928 dal Campo di aviazione di Taliedo, ai comandi del pilota collaudatore Domenico Antonini.
Avviato a test comparativi con i concorrenti Bonomi B-2, Breda Ba.15, CAB C.4, CANT 26, Fiat-Ansaldo A.S.1, Gabardini B.7, Romeo Ro.5, Macchi M.70 e Piaggio P.9, riuscì ad esprimere risultati giudicati interessanti, e benché la commissione esaminatrice dichiarò vincitrice la proposta della Fiat-Ansaldo il Ca.100 venne successivamente rivalutato grazie ad una serie di prestazioni ottenute da Mario De Bernardi durante un tour di presentazione del nuovo modello in diverse nazioni europee.

## Tecnica

### Cellula
La fusoliera era a sezione quadrangolare, realizzata in legno e rivestita da legno compensato telato e verniciato, dotata di due abitacoli di pilotaggio aperti in tandem, con il posteriore riservato per l'istruttore o passeggero, e forniti di doppi comandi. Posteriormente terminava in una coda dall'impennaggio tradizionale monoderiva dagli ampi piani di coda.
Il carrello d'atterraggio era fisso, a ruote indipendenti munite di freni, dotato anteriormente di gambe di forza controventate ed ammortizzate ed integrato posteriormente da un pàttino di coda anch'esso ammortizzato. La propulsione era affidata ad una nutrita serie di motorizzazioni diverse sia nell'architettura che nella gamma di potenza, tutte comunque abbinate ad un'elica bipala in legno.

### Superfici alari
La configurazione alare era sesquiplana invertita, cioè con l'ala inferiore di maggiori dimensioni della superiore. Entrambe erano realizzate con struttura in legno ricoperta in tela verniciata, con la sola inferiore dotata di alettoni, controventate, collegate tra loro tramite montanti tubolari e tiranti in filo d'acciaio e dotate in opzione di alette Handley-Page sul bordo d'attacco.

## Impiego operativo
Benché principalmente destinato all'uso civile, 579 esemplari del Ca.100 in versione terrestre e 25 idro furono impiegati come addestratori anche nelle scuole di volo militari della Regia Aeronautica venendo costruiti dall'aprile 1930 ed il giugno 1937.
Il 31 luglio 1943 la Regia Aeronautica ne aveva in dotazione 241.

## Versioni
- Ca.100: versione di serie
- Ca.100T: versione base da turismo previsto anche con ali ripiegabili per favorirne l'hangaraggio
- Ca.100 bis: versione gran turismo dotata di cabina di pilotaggio chiusa
- Ca.100 idro: versione idrovolante realizzata in collaborazione con la Macchi modificata con la sostituzione del carrello d'atterraggio con due galleggianti
- Ca.100 anfibia: versione anfibia modificata con l'integrazione di ruote nei galleggianti

### Le motorizzazioni
Cecoslovacchia
- Walter NZ-85 - 130 CV
- Walter - 100 CV

 Italia
- Alfa Romeo 6C - 80 CV (motore automobilistico)
- Colombo S.53 - 90 CV
- Colombo S.63 - 130 CV
- Farina T.58 - 130 CV
- Fiat A.50 - 85 CV
- Fiat A.53 - 110 CV
- Fiat A.54 - 110 CV
- Fiat A.60 - 85 CV
- Isotta Fraschini Asso 80 R - 105 CV

 Regno Unito
- Cirrus Hermes - 105 hp
- de Havilland Gipsy I - 100 hp
- de Havilland Gipsy Major - 135 hp

## Utilizzatori

### Civili
Italia
- Reale Unione Nazionale Aeronautica (RUNA)

### Militari
Australia
- Royal Australian Air Force

operò con un esemplare catturato.
 Bulgaria
- Vazhdushnite na Negovo Velichestvo Voiski

 Italia
- Regia Aeronautica
  - Aviazione Legionaria

 Regno Unito
- Royal Air Force

operò con 4 esemplari catturati.

## Velivoli attualmente esistenti
- Un Ca.100, (marche I-GTAB) matricola di reparto FIR-9 ed usato alla scuola di volo di Firenze negli anni trenta, è in esposizione al Museo storico dell'Aeronautica Militare.
- Un Ca.100 idro (marche I-DISC) donato dall'Aero Club Como alla famiglia Caproni è esposto al Museo dell'aeronautica Gianni Caproni di Trento.[5]
- Un Ca.100 idro (marche I-ABOU) è attualmente presente all'Aeroclub di Como, ancora operativo e funzionante. È il più antico idrovolante al mondo in condizioni di volo.
- Un Caproni Ca.100 replica con carrello classico e motore Colombo S63 da 130 hp (marche I-CAMM), quasi interamente ricostruito da Giancarlo Zanardo e Mario Marangoni, si trova sul campo di Nervesa della Battaglia (TV). L'aereo è operativo.
- Un Caproni Ca-100 (marche I-BIZZ) con carrello classico e motore Fiat A50 da 85 hp è in esposizione a Riyadh in Arabia Saudita presso il Saqer-Aljazirah Aviation Museum
- Un Caproni Ca-100 (ex M.M.55914, marche I-ABMT), con carrello classico e motore Colombo S3, in livrea della Regia Aeronautica, costruito nel 1933 a Taliedo (MI), è basato all'aeroporto di Bresso (MI) ed e attualmente il più antico aereo italiano in condizioni operative.[6]